# Jubilee (film)
Pour les articles homonymes, voir Jubilee.
Pour plus de détails, voir Fiche technique et Distribution.
Jubilee est un film écrit et réalisé par Derek Jarman, sorti en 1977, film culte de l'univers punk.
Le film est très influencé par la sous-culture et l'esthétique punks.  Tourné avec une couleur granuleuse, il fonctionne par épisodes successifs, souvent violents, bruyants, il est très marqué par une vision anti-establishment et anti-monarchique.
Diverses icônes du punk (et futures post-punk et gothique) apparaissent dans le film : Jordan (une protégée de Malcolm McLaren), Toyah Willcox, Campbell (Little Nell), Adam Ant, Demoriane et Wayne/Jane County...

## Synopsis
La reine Élisabeth Ire (Runacre) est envoyée dans le futur par l'occultiste John Dee (Richard O'Brien), à travers l'esprit d'Ariel (un personnage de La Tempête de Shakespeare). Élisabeth débarque dans l'Angleterre tumultueuse de la fin des années 1970. La reine Élisabeth II est morte assassinée (le palais de Buckingham est devenu un studio d'enregistrement gouverné par un producteur génial appelé Borgia Ginz). Élisabeth Ire évolue dans le décor d'une ville en décadence sociale et matérielle, en observant les agissements d'une bande de nihilistes, Amyl Nitrate (Jordan, Pamela Rooke), Bod (Runacre), Chaos (Hermine Demoriane), Crabs (Nell Campbell), et Mad (Toyah Willcox).

## Fiche technique
- Titre français : Jubilee
- Réalisation : Derek Jarman
- Décors : Mordecai Schreiber
- Costumes : Dave Henderson et Christopher Hobbs
- Photographie : Peter Middleton
- Montage : Nick Barnard et Tom Priestley
- Musique : Brian Eno
- Production : Howard Malin et James Whaley
- Pays d'origine :  Royaume-Uni
- Langue : anglais
- Format : 35 mm.
- Genre : Comédie dramatique, Film de fantasy
- Durée : 100 minutes
- Date de sortie : 1977

## Distribution
- Jenny Runacre : Élisabeth Ire et Bod
- Nell Campbell : Crabs (Little Nell)
- Toyah Willcox : Mad
- Jordan : Amyl Nitrite
- Hermine Demoriane : Chaos
- Ian Charleson : Angel
- Karl Johnson (en) : Sphinx
- Linda Spurrier : Viv
- Neil Kennedy : Max
- Jack Birkett : Borgia Ginz (Orlando)
- Wayne County : Lounge Lizard
- Richard O'Brien : John Dee
- David Brandon : Ariel (David Haughton)
- Helen Wellington-Lloyd : une dame qui attend
- Adam Ant : le jeune homme
- Claire Davenport : la dame de la douane
- Donald Dunham : un policier
- Iris Fry : une dame du bingo
- Quinn Hawkins : le garçon
- Barney James : un policier
- Lindsay Kemp : une chanteuse de cabaret
- Ulla Larson-Styles : La servante
- Howard Malin : Schmeitzer
- Luciana Martínez : l'escorte de Borgia
- William Merrow : Maurice
- Gene October : Happy Days
- Prudence Walters : l'escorte de Borgia
- Joyce Windsor : une dame du bingo
- Steven Severin : lui-même
- Duggie Fields : non crédité
- Siouxsie Sioux : non créditée

## Bande originale du film
- Deutscher Girls par Adam and the Ants
- Paranoia Paradise, par Wayne County and the Electric Chairs
- Right to Work, par Chelsea
- Nine to Five, par Maneaters
- Plastic Surgery, par Adam and the Ants
- Rule Britannia, par Suzi Pinns
- Jerusalem, par Suzi Pinns
- Wargasm in Pornotopia, par Amilcar
- Slow Water, par Brian Eno
- Dover Beach, par Brian Eno